# 通用工业协定
通用工業協定（Common Industrial Protocol，簡稱CIP）是一種應用在工業自動化的通訊協定，由開放DeviceNet廠商協会（簡稱ODVA）所維護。以前的名稱為控制資訊協定（Control and Information Protocol，簡稱也是CIP）。
通用工業協定是生產者-消費者（ producer-consumer ）架構的通訊協定，包括了許多訊息及服務，應用範圍都和製造自動化有關，包括控制、安全性、同步、運動控制、組態和資訊。通用工業協定是和介質無關的通訊協定，目前已有上百家廠商支援。
通用工業協定在EtherNet/IP（物理層為乙太網）、DeviceNet（底層是控制器區域網路）、CompoNet及ControlNet（物理層是同軸電纜或光纖）等通訊協定中都有支援。
開放DeviceNet廠商協会支援許多以通用工業協定為基礎的網路技術，包括一些通用工業協定（CIP）的衍生協定：如CIP Safety、CIP Motion及CIP Sync。

## 外部連結
- ODVA网站 （页面存档备份，存于）